# Extent File System
Extent File System (EFS), em português sistema de arquivos estendido, é um sistema de arquivos baseado em extensão mais antigo usado nas versões do IRIX anteriores à versão 5.3. Ele foi substituído pelo XFS.